# Lijst van gemeentelijke monumenten in Amersfoort
De gemeente Amersfoort telt 63 gemeentelijke monumenten, hieronder een overzicht. 

## Amersfoort
De plaats Amersfoort telt 59 gemeentelijke monumenten.
| Object                                                                                      | Bouwjaar       | Architect                                              | Locatie                                                      | Coördinaten                   | Nr.          | Afbeelding                                                                                  |
| ------------------------------------------------------------------------------------------- | -------------- | ------------------------------------------------------ | ------------------------------------------------------------ | ----------------------------- | ------------ | ------------------------------------------------------------------------------------------- |
| Winkelpand in de stijl van de Amsterdamse School                                            | 1937           |                                                        | Langestraat 55 / Kortegracht 1abc                            | 52° 9' 19" NB, 5° 23' 22" OL  | 0307/23      | Winkelpand in de stijl van de Amsterdamse School                                            |
| Verenigingsgebouw in neorenaissancestijl                                                    | 1890           |                                                        | Langestraat 111 onderdeel (voorheen 113)                     |                               | 0307/9120099 | Verenigingsgebouw in neorenaissancestijl                                                    |
| Winkelpand in de stijl van de Amsterdamse School                                            | 1926           | Hermanus Kroes                                         | Langestraat 52                                               | 52° 9' 21" NB, 5° 23' 23" OL  | 0307/52      | Winkelpand in de stijl van de Amsterdamse School                                            |
| Winkelpand inJugendstil                                                                     | 1903           |                                                        | Langestraat 76 / Zevenhuizen 2                               | 52° 9' 23" NB, 5° 23' 25" OL  | 0307/60      | Winkelpand inJugendstil                                                                     |
| Winkelpand in de stijl van de Amsterdamse School                                            | 1920           |                                                        | Langestraat 80                                               | 52° 9' 23" NB, 5° 23' 27" OL  | 0307/91      | Winkelpand in de stijl van de Amsterdamse School                                            |
| Woonhuis (Baksteenornamentiek)                                                              | 1906           |                                                        | Langestraat 106 / Muurhuizen 100-100a                        | 52° 9' 25" NB, 5° 23' 31" OL  | 0307/83      | Woonhuis (Baksteenornamentiek)                                                              |
| Kleine Spui 22-30                                                                           | 1947           |                                                        | Kleine Spui 22-30                                            | 52° 9' 31" NB, 5° 23' 7" OL   | 0307/169     | Kleine Spui 22-30                                                                           |
| Herenhuis (Baksteenornamentiek)                                                             | 1902           |                                                        | Muurhuizen 23                                                | 52° 9' 15" NB, 5° 23' 29" OL  | 0307/302     | Herenhuis (Baksteenornamentiek)                                                             |
| Gesticht (Zakelijkheid)                                                                     | 1915           |                                                        | Weverssingel 44 a1-c37 / Muurhuizen 203 a1-a8                | 52° 9' 29" NB, 5° 23' 22" OL  | 0307/259     | Upload foto                                                                                 |
| Bloemendalsestraat 66-72                                                                    | 1906           |                                                        | Bloemendalsestraat 66-72                                     | 52° 9' 35" NB, 5° 23' 24" OL  | 0307/469     | Bloemendalsestraat 66-72                                                                    |
| vm. Remonstrantse kerk (baksteenornamentiek)                                                | 1885           |                                                        | Herenstraat 80 (Vm. Herenstraat 2)                           | 52° 9' 18" NB, 5° 23' 36" OL  | 0307/341     | vm. Remonstrantse kerk (baksteenornamentiek)                                                |
| Villa (Chaletstijl)                                                                         | 1886           |                                                        | Stadsring 101-103                                            | 52° 9' 9" NB, 5° 23' 7" OL    | 0307/501     | Villa (Chaletstijl)                                                                         |
| Herenhuis (Traditionalisme)                                                                 | 1914           | H.A. Pothoven                                          | Stadsring 105                                                | 52° 9' 9" NB, 5° 23' 8" OL    | 0307/500     | Herenhuis (Traditionalisme)                                                                 |
| Herenhuis (Zakelijkheid)                                                                    | 1912           | H.A. Pothoven                                          | Stadsring 109                                                | 52° 9' 9" NB, 5° 23' 9" OL    | 0307/499     | Upload foto                                                                                 |
| Arbeiderswoning                                                                             | 1885           |                                                        | Pothstraat 18-20-22                                          | 52° 9' 31" NB, 5° 23' 40" OL  | 0307/401     | Arbeiderswoning                                                                             |
| Kliniek (Delftse School)                                                                    | 1934           |                                                        | Hellestraat 49                                               | 52° 9' 20" NB, 5° 23' 9" OL   | 0307/158     | Kliniek (Delftse School)                                                                    |
| Villa (Chaletstijl)                                                                         | 1900           | Hermanus Kroes                                         | Snouckaertlaan 30-36; Maison Härtel                          | 52° 9' 12" NB, 5° 22' 58" OL  | 0307/490     | Upload foto                                                                                 |
| Bioscoop (Zakelijk Expressionisme)                                                          | 1934           | Joop Blom                                              | Snouckaertlaan 38; Grand Theatre                             | 52° 9' 12" NB, 5° 22' 56" OL  | 0307/489     | Bioscoop (Zakelijk Expressionisme)                                                          |
| Woonhuis en garage (De Stijl)                                                               | 1934           | W. van Gent                                            | Vlasakkerweg 3AB; Nefkens                                    |                               | 0307/9120112 | Woonhuis en garage (De Stijl)                                                               |
| Herenhuis (Zakelijkheid)                                                                    | 1917           | Mellius Jan Klijnstra                                  | Utrechtseweg 9                                               | 52° 9' 10" NB, 5° 22' 57" OL  | 0307/491     | Herenhuis (Zakelijkheid)                                                                    |
| Herenhuis (Zakelijkheid)                                                                    | 1915           | H.A. Pothoven                                          | Utrechtseweg 15                                              | 52° 9' 9" NB, 5° 22' 55" OL   | 0307/493     | Herenhuis (Zakelijkheid)                                                                    |
| Museumruimte: Rietveldpaviljoen De Zonnehof (Functionalisme (Nwe Bouwen, Nwe Zakelijkheid)) | 1958           | Gerrit Rietveld                                        | Zonnehof 8; Zonnehof                                         | 52° 9' 6" NB, 5° 23' 2" OL    | 0307/495     | Museumruimte: Rietveldpaviljoen De Zonnehof (Functionalisme (Nwe Bouwen, Nwe Zakelijkheid)) |
| Herenhuis (neogotiek)                                                                       | 1902           | W.C. Kloek                                             | Bergstraat 7                                                 | 52° 9' 2" NB, 5° 23' 3" OL    | 0307/498     | Herenhuis (neogotiek)                                                                       |
| Woningcomplex in de stijl van de Amsterdamse School                                         | 1938           |                                                        | Dreyershofje 1-30 / Teut 40-42                               | 52° 9' 31" NB, 5° 23' 29" OL  | 0307/442     | Woningcomplex in de stijl van de Amsterdamse School                                         |
| Woning- en winkelcomplex in de stijl van de Amsterdamse School                              | 1933           | Gerrit Adriaans                                        | Noordewierweg 84-96; HAKA-gebouw                             | 52° 9' 37" NB, 5° 21' 45" OL  | 0307/13319   | Woning- en winkelcomplex in de stijl van de Amsterdamse School                              |
| Fabriekspand                                                                                | 1899           |                                                        | Kleine Koppel 32-60 - Rohm en Haas - wasserij - Complexond 2 | 52° 9' 40" NB, 5° 22' 50" OL  | 0307/9120216 | Fabriekspand                                                                                |
| Benzinepomp                                                                                 | omstreeks 1953 | A.H. Rooimans en A. van Wageningen, Kunstwerk Jan Boon | Kwekersweg 07                                                | 52° 9' 44" NB, 5° 22' 46" OL  | 0307/13309   | Benzinepomp                                                                                 |
| Schoolgebouw (Dudok-invloeden)                                                              | 1929           | Christiaan Bonifacius van der Tak                      | Plataanstraat 18A-G; vh Noordewierweg 275 Theo Thijsseschool | 52° 9' 39" NB, 5° 21' 6" OL   | 0307/633     | Schoolgebouw (Dudok-invloeden)                                                              |
| Woonhuis (Zakelijkheid)                                                                     | 1912           |                                                        | Hooglandseweg-Zuid 16 en 18                                  | 52° 9' 39" NB, 5° 23' 19" OL  | 0307/474     | Upload foto                                                                                 |
| Woonhuis (Chaletstijl)                                                                      | 1885           |                                                        | Hooglandseweg-Zuid 26                                        | 52° 9' 40" NB, 5° 23' 17" OL  | 0307/478     | Upload foto                                                                                 |
| Woonhuis (neoclassicisme)                                                                   | 1887           |                                                        | Hooglandseweg-Zuid 28 en 30                                  | 52° 9' 41" NB, 5° 23' 16" OL  | 0307/479     | Upload foto                                                                                 |
| Schoolgebouw in de stijl van de Amsterdamse School                                          | 1928           | Bastiaan Willem Plooij                                 | Van Assenraadstraat 2                                        | 52° 9' 41" NB, 5° 23' 43" OL  | 0307/641     | Schoolgebouw in de stijl van de Amsterdamse School                                          |
| Woonhuis (Baksteenornamentiek)                                                              | 1907           | P. van Achterbergh                                     | Frederik van Blankenheymstraat 10                            | 52° 9' 7" NB, 5° 23' 21" OL   | 0307/506     | Upload foto                                                                                 |
| Woonhuis in de stijl van de Amsterdamse School                                              | 1937           |                                                        | Soembastraat 15                                              | 52° 8' 4" NB, 5° 22' 19" OL   | 0307/531     | Upload foto                                                                                 |
| Woonhuis (neorenaissance)                                                                   | 1900           | Hermanus Kroes                                         | Utrechtseweg 87-89-91                                        | 52° 8' 60" NB, 5° 22' 40" OL  | 0307/544     | Woonhuis (neorenaissance)                                                                   |
| Woonhuis                                                                                    | 1915           | C.G. Beltman                                           | Utrechtseweg 172                                             | 52° 8' 37" NB, 5° 21' 58" OL  | 0307/625     | Upload foto                                                                                 |
| Villa (Chaletstijl)                                                                         | ca. 1905       | Eduard Cuypers                                         | Utrechtseweg 198                                             | 52° 8' 30" NB, 5° 21' 43" OL  | 0307/618     | Upload foto                                                                                 |
| Woonhuis Manassen (Functionalisme (Nwe Bouwen, Nwe Zakelijkheid))                           | 1963           | Gerrit Rietveld                                        | Anna Paulownalaan 42                                         | 52° 8' 44" NB, 5° 21' 56" OL  | 0307/589     | Woonhuis Manassen (Functionalisme (Nwe Bouwen, Nwe Zakelijkheid))                           |
| Landhuis (Zakelijkheid)                                                                     | 1918           | Mellius Jan Klijnstra                                  | Emmalaan 6                                                   | 52° 8' 46" NB, 5° 22' 4" OL   | 0307/587     | Landhuis (Zakelijkheid)                                                                     |
| Landhuis (Zakelijkheid)                                                                     | 1919           | Mellius Jan Klijnstra                                  | Emmalaan 11                                                  | 52° 8' 48" NB, 5° 22' 7" OL   | 0307/586     | Landhuis (Zakelijkheid)                                                                     |
| Landhuis (Chaletstijl)                                                                      | 1921           | Christoph & Unmack                                     | Mauritslaan 3                                                | 52° 8' 47" NB, 5° 22' 2" OL   | 0307/588     | Landhuis (Chaletstijl)                                                                      |
| Villa (Baksteenornamentiek)                                                                 | 1906           | J. Klink                                               | Regentesselaan 37-39                                         | 52° 9' 8" NB, 5° 22' 30" OL   | 0307/553     | Villa (Baksteenornamentiek)                                                                 |
| Herenhuis (neoclassicisme)                                                                  | 1900           | Jean Servais                                           | Regentesselaan 2-2a / Prinses Marielaan 1; Mezzo Monte       | 52° 8' 59" NB, 5° 22' 27" OL  | 0307/570     | Herenhuis (neoclassicisme)                                                                  |
| Herenhuis                                                                                   | 1902           | W. Troost                                              | Regentesselaan 12                                            | 52° 9' 2" NB, 5° 22' 26" OL   | 0307/566     | Herenhuis                                                                                   |
| Herenhuis                                                                                   | 1902           | W. Troost                                              | Regentesselaan 14                                            | 52° 9' 3" NB, 5° 22' 26" OL   | 0307/565     | Herenhuis                                                                                   |
| Villa (neorenaissance)                                                                      | 1902           | W. Troost                                              | Prinses Marielaan 9-11                                       | 52° 9' 2" NB, 5° 22' 25" OL   | 0307/568     | Villa (neorenaissance)                                                                      |
| Herenhuis (Zakelijkheid)                                                                    | 1910           | J.C. van Epen                                          | Prinses Marielaan 2                                          | 52° 8' 58" NB, 5° 22' 24" OL  | 0307/573     | Herenhuis (Zakelijkheid)                                                                    |
| Villa (Zakelijkheid)                                                                        | 1910           |                                                        | Prinses Marielaan 4                                          | 52° 8' 59" NB, 5° 22' 24" OL  | 0307/572     | Villa (Zakelijkheid)                                                                        |
| Herenhuis (Zakelijkheid)                                                                    | 1910           |                                                        | Prinses Marielaan 6                                          | 52° 8' 60" NB, 5° 22' 23" OL  | 0307/571     | Herenhuis (Zakelijkheid)                                                                    |
| Landhuis (Zakelijkheid)                                                                     | 1917           | Mellius Jan Klijnstra                                  | Koningin Wilhelminalaan 1-1b; Middeloo                       | 52° 8' 56" NB, 5° 22' 11" OL  | 0307/584     | Landhuis (Zakelijkheid)                                                                     |
| Herenhuis (Zakelijkheid)                                                                    | 1914           | Mellius Jan Klijnstra                                  | Koningin Wilhelminalaan 10; 't huis Lumey                    | 52° 9' 0" NB, 5° 22' 11" OL   | 0307/583     | Herenhuis (Zakelijkheid)                                                                    |
| Woonhuis in de stijl van de Amsterdamse School                                              | 1919           | J.B. van der Haar                                      | Koningin Sophialaan 13                                       | 52° 8' 59" NB, 5° 22' 20" OL  | 0307/581     | Upload foto                                                                                 |
| Woonhuis in de stijl van de Amsterdamse School                                              | 1919           | Ary Henri van Wamelen                                  | Heinsiuslaan 45                                              | 52° 9' 5" NB, 5° 22' 15" OL   | 0307/582     | Woonhuis in de stijl van de Amsterdamse School                                              |
| Kantoorpand in de stijl van de Amsterdamse School                                           | 1930           | B.W.C. Emons                                           | Prins Frederiklaan 4                                         | 52° 8' 54" NB, 5° 22' 22" OL  | 0307/578     | Kantoorpand in de stijl van de Amsterdamse School                                           |
| Villa in de stijl van de Jugendstil                                                         | 1903           | J. Buisman                                             | Paulus Buyslaan 3-5-5a                                       | 52° 9' 0" NB, 5° 22' 38" OL   | 0307/547     | Villa in de stijl van de Jugendstil                                                         |
| Villa (Chaletstijl)                                                                         | 1909           | E.P.J. Smith                                           | Barchman Wuytierslaan 50-52                                  | 52° 9' 8" NB, 5° 22' 3" OL    | 0307/591     | Upload foto                                                                                 |
| Appèlkerk                                                                                   | 1927           | Gijs van Hoogevest                                     | Appelweg 15                                                  | 52° 8' 55" NB, 5° 22' 41" OL  | 0307/9120089 | Appèlkerk                                                                                   |
| Schoolgebouw De Bolster in de stijl van de Amsterdamse School                               | 1928           | Taeke Sikma                                            | Van Effenlaan 10                                             | 52° 8' 31" NB, 5° 22' 27" OL  | 0307/533     | Schoolgebouw De Bolster in de stijl van de Amsterdamse School                               |
| Sint-Ansfriduskerk                                                                          | 1914           | Wolter te Riele                                        | Jacob Catslaan 28                                            | 52° 8' 37" NB, 5° 22' 21" OL  | 0307/534     | Sint-Ansfriduskerk                                                                          |
| Boerderij Sneul (baksteenornamentiek)                                                       | 1900           | Hermanus Kroes                                         | De Rode Leeuw 11a (voorheen Sneulseweg 2, Hoogland)          | 52° 11' 55" NB, 5° 22' 52" OL | 0307/12956   | Boerderij Sneul (baksteenornamentiek)                                                       |

## Hoogland
De plaats Hoogland telt drie gemeentelijke monumenten. De hierboven genoemde 'Boerderij Sneul' ligt op grondgebied van de voormalige gemeente Hoogland, maar heeft door de bouw van de wijk Nieuwland een Amersfoorts adres gekregen.
| Object                                          | Bouwjaar | Architect      | Locatie                                               | Coördinaten                   | Nr.        | Afbeelding                                      |
| ----------------------------------------------- | -------- | -------------- | ----------------------------------------------------- | ----------------------------- | ---------- | ----------------------------------------------- |
| Kerkgebouw De Inham (neoclassicisme)            | 1843     |                | Hamseweg 40, Hoogland                                 | 52° 10' 44" NB, 5° 22' 29" OL | 0307/664   | Kerkgebouw De Inham (neoclassicisme)            |
| Pastorie van Martinuskerk (baksteenornamentiek) | 1888     |                | Kerklaan 22, Hoogland                                 | 52° 11' 25" NB, 5° 23' 2" OL  | 0307/12993 | Pastorie van Martinuskerk (baksteenornamentiek) |
| Kloostergebouw (baksteenornamentiek)            | 1910     | Hermanus Kroes | Leo's Oord 37-39 (voorheen Oude Kerklaan 5), Hoogland | 52° 11' 28" NB, 5° 23' 5" OL  | 0307/661   | Kloostergebouw (baksteenornamentiek)            |

## Hooglanderveen
De plaats Hooglanderveen telt één gemeentelijke monument.
| Object                      | Bouwjaar  | Architect | Locatie                               | Coördinaten                   | Nr.      | Afbeelding                  |
| --------------------------- | --------- | --------- | ------------------------------------- | ----------------------------- | -------- | --------------------------- |
| Sint-Josephkerk (neogotiek) | 1917-1918 |           | Van Tuyllstraat 27-29, Hooglanderveen | 52° 11' 16" NB, 5° 25' 58" OL | 0307/668 | Sint-Josephkerk (neogotiek) |